# Valdo Vannucci
Valdo Vannucci (Bibbiena, 4 maggio 1947) è un politico italiano.

## Biografia
Più volte consigliere comunale a Bibbiena, venne nominato presidente della Comunità montana del Casentino. Nel 1985 fu eletto consigliere della Provincia di Arezzo, ricoprendo il ruolo di capogruppo del Partito Socialista Italiano; per i socialisti fu anche segretario provinciale dal 1986 al 1990.
Il 28 giugno 1990 venne eletto sindaco di Arezzo alla guida di una giunta composta, oltre che dai socialisti, anche dal Partito Comunista Italiano, Partito Repubblicano Italiano e Verdi. In seguito alle dimissioni presentate il 17 febbraio 1993, fu rieletto sindaco dal consiglio comunale il 7 aprile successivo, rimanendo in carica fino all'8 maggio 1995.
Dal 2009 al 2014 fu nuovamente consigliere comunale a Bibbiena come esponente di una lista civica locale.